# Teutoperla
Genre
Teutoperla est un genre d'insectes plécoptères de la famille des Gripopterygidae.

## Distribution
Les espèces de ce genre se rencontrent au Chili et en Argentine.

## Liste des genres
Selon Plecoptera Species File :
- Teutoperla auberti Illies, 1965
- Teutoperla brundini Illies, 1963
- Teutoperla maulina Vera, 2006
- Teutoperla rothi Illies, 1963

## Publication originale
- Illies, J. 1963 : Revision der sudamerikanischen Gripopterygidae. (Plecoptera). Mitteilungen der Schweizerischen Entomologischen Gesellschaft, vol. 36, p. 145–248.